# 多亞爾鎮區 (密蘇里州聖克萊爾縣)
多亞爾鎮區（英語：Doyal Township）是位於美國密蘇里州聖克萊爾縣的一個行政鎮區。

## 地方資料
多亞爾鎮區的面積為109.04平方千米，當中陸地面積為108.03平方千米，而水域面積為1.01平方千米。根據2020年美國人口普查的數據，當地共有人口562人，而人口密度為每平方千米5.15人。